# Popples (serie animata 2015)
Popples è una serie televisiva animata per bambini basata sulla linea di giocattoli Popples prodotta da Saban Brands e Zagtoon. La serie ritrae le avventure degli amici comici Bubbles, Sunny, Lulu, Izzy e Yikes. È una serie originale distribuita da Netflix.

## Trama
Una straordinaria specie di creature che possono entrare e uscire da una palla. La storia è guidata dall'entusiasmo comico ottimista dei BPP (Best Popple Pals): Bubbles, Sunny, Lulu, Izzy e Yikes. Sempre desiderosi di aiutare i loro amici, i vicini e gli altri, i loro sforzi spesso falliscono in modi esilaranti e devono passare il resto dell'episodio cercando di sciogliere il caos che hanno causato. Fortunatamente riescono sempre a salvare la giornata nel loro modo POP-tastic.

## Personaggi
- Bubbles doppiata da: Cassandra Morris (originale)
- Izzy doppiato da: Grant George (originale)
- Lulu doppata da: Cindy Robinson (originale)
- Yikes doppiato da: Grant George (originale)
- Sunny doppiata da: Erin Fitzgerald (originale)

## Prima stagione (2015)
Nel 2014 Netflix ha annunciato che sarebbero stati rilasciati almeno 26 episodi. 10 episodi erano previsti per la prima stagione; ogni episodio dura 22 minuti e si compone di due segmenti. Gli episodi sono stati rilasciati il 30 ottobre 2015.
| numero episodio | titolo episodio                           |
| --------------- | ----------------------------------------- |
| 1               | Smart House Arrest/Sunny Loses Her Pop    |
| 2               | It Doesn't take a geniues/Palentine's Day |
| 3               | Help-R Hinder/The Legend of Popfoot       |
| 4               | Win a Free Tree House/Bubble's Doubles    |
| 5               | Student Buddy President/The BFF App       |

## Seconda stagione (2016)
La seconda stagione di Popples è stata rilasciata su Netflix l'11 marzo 2016.
| numero episodio | titolo episodio                                         |
| --------------- | ------------------------------------------------------- |
| 1               | Fame & Misfortune/A Do Do Do Do-Over                    |
| 2               | The Curse of Popple Pete the Pirate/Teacher of the Year |
| 3               | Pop in the Name of the Law/At the Pop of Her Game       |
| 4               | Izzy Lost in Space/Pop-Tivity Week                      |
| 5               | Popposites Attract/Lulu's Poplooloo Juice               |
| 6               | S-Pop-Eech/Mayor Bubbles                                |
| 7               | Maid of Steel/Pop-Tervention                            |
| 8               | To Err is Popple/Dawn of the Dull                       |
| 9               | Pop n Hop Til You Drop/Stop the Robo Pop                |
| 10              | Fallen Pop Idol/Bubble Trouble                          |

## Terza stagione (2016)
La terza stagione di Popples è stata rilasciata su Netflix il 24 luglio 2016.
| numero episodio | titolo episodio                                    |
| --------------- | -------------------------------------------------- |
| 1               | Tele Popples/It Takes Two to Tangle                |
| 2               | Messy Pop Friends/Hocus Pop-us                     |
| 3               | Camp Out Freak Out/Ani Mall Insecurity             |
| 4               | The Great Pop Race/Fear Pop Fair                   |
| 5               | The Pink Popple Moon/Pop-Party Crashers            |
| 6               | Pop-Sitters/Pause for Alarm                        |
| 7               | Little Pop Lies/Pop Luck                           |
| 8               | Seeing Double/Virtual-Pop-Reality                  |
| 9               | FrankenPopple/Pop Marks the Spot                   |
| 10              | Pop Up/Pop Art                                     |
| 11              | Little Pop of Horrors/The Popple Who Knew Too Much |